# 布滕科韋
50°4′19″N 36°27′48″E / 50.07194°N 36.46333°E
布滕科韋（烏克蘭語：Бутенкове）是位於烏克蘭東部的村莊，由哈爾科夫州哈爾科夫區的齊爾庫尼市鎮負責管轄。該村始建於1880年，面積0.03平方公里，海拔高度159米，2001年人口3，人口密度每平方公里100人。